# Adhémar Hennaut
Pour les articles homonymes, voir Hennaut.
Adhémar Hennaut (né le 4 mars 1899 à Jumet en province du Hainaut et mort le 26 mars 1977 à Braine L'Alleud) est un dirigeant syndical, secrétaire fédéral et dirigeant du Parti Communiste Belge (1923-1928). Il est également directeur du journal De Roode Vaan, cofondateur et dirigeant de l'Opposition de Gauche du PCB (1928-1930), rédacteur au journal Le Communiste, directeur du journal De Kommunist et fondateur et dirigeant de la Ligue des Communistes Internationalistes (1932-1939). Il est ouvrier peintre de profession. 

## Biographie

### Enfance et jeunesse
Adhémar Hennaut est issu d'une famille ouvrière. Son père, Joseph Hennaut, est ouvrier verrier à Jumet et sa mère, Hortense Decorte, est femme au foyer. On sait peu de choses sur son enfance et adolescence. En 1913, il a 14 ans, l'âge où, à l'époque, les jeunes de milieux ouvriers commencent à travailler. On a retrouvé dans ses archives des articles de journaux soigneusement découpés qui attestent déjà de son éveil politique. Dans deux articles du journal Le Peuple datés de juin 1913 et de juillet 1914, il a souligné les positions de la social-démocratie sur la Première Guerre mondiale, imminente.

### 1913 – 1921: Les débuts de la militance
En 1917, Hennaut travaille aux Pays-Bas. Il y apprend le néerlandais. Il adhère au Syndicat des peintres de Rotterdam. En 1919, il revient travailler à Bruxelles où il milite au sein du Syndicat du Bâtiment qui vient de fusionner avec le Syndicat des peintres. Il est élu au Comité exécutif en 1919 et, en janvier 1922, il est nommé, malgré son jeune âge, secrétaire permanent du Syndicat du Bâtiment, Ameublement où il assure ces fonctions jusqu'en septembre 1923, époque où il démissionne.

### 1921 – 1928: Le Parti Communiste Belge
Adhémar Hennaut lit vraisemblablement L’Ouvrier Communiste (Organe de presse du premier Parti Communiste belge). En 1921, il devient membre du Parti Communiste Belge unifié lors de la fusion de la branche de L'Exploité de Joseph Jacquemotte et de celle de War Van Overstraeten. Au cours de ses deux premières années de militance dans le PC, de 1921 à 1922, Hennaut est un militant du rang et n'apparaît pas au grand jour. À partir de la fin de 1922, ses premiers meetings sont destinés à la jeunesse,. Il s'engage ensuite dans une série de meetings contre la guerre et l'occupation de la Ruhr par les troupes françaises et belges. Il s'oppose alors résolument au traité de Versailles et à l'imposition de réparations aux puissances vaincues. En 1923, il est annoncé seize fois dans des meetings. Parlant le néerlandais, il « consacre particulièrement ses qualités et ses capacités de militant à la propagande en Flandre ». Il occupe alors la fonction de secrétaire de la Fédération Communiste Bruxelloise.  

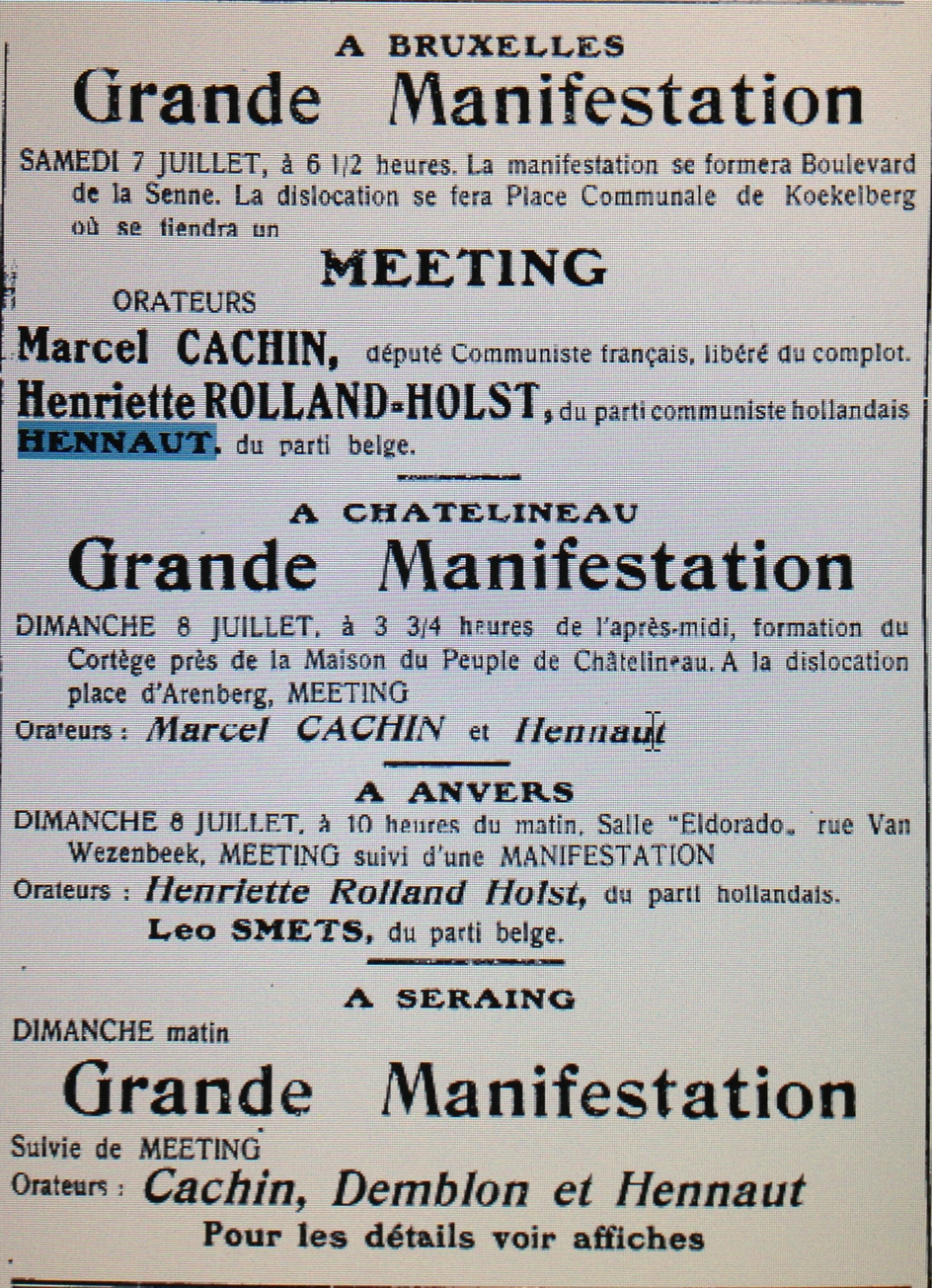
Extrait du Drapeau Rouge
Manifestations et meetings de soutien aux militants emprisonnés

1923 est aussi l’année de l'affaire du « Grand Complot ». Le fascisme italien est triomphant. La répression féroce du Parti Communiste Italien a comme conséquence internationale la prise de mesures de répression par les États contre les partis communistes des pays européens. De plus, un certain nombre de dirigeants communistes belges et français ont participé à la Conférence d’Essen (Allemagne) qui condamnait l’occupation de la Ruhr par les armées française et belge. Cette contestation vaut aux communistes belges une offensive de l'État à leur égard. Le 8 mars 1923, 54 communistes belges sont arrêtés sur toute l'étendue du territoire. Le 13 juin, 15 d'entre eux sont inculpés devant la Cour d'assises pour « avoir comploté pour détruire ou changer, par les armes au besoin, la forme de gouvernement » (p. 92). La Belgique suit la France qui vient de procéder aux mêmes arrestations. Le Parti se retrouve privé pour plusieurs semaines de ses cadres dirigeants. C’est pour cette raison que des jeunes militants sont appelés à prendre en charge l’organisation du Parti. Hennaut fait partie de ces jeunes recrues. Il va assurer le secrétariat fédéral du parti. 

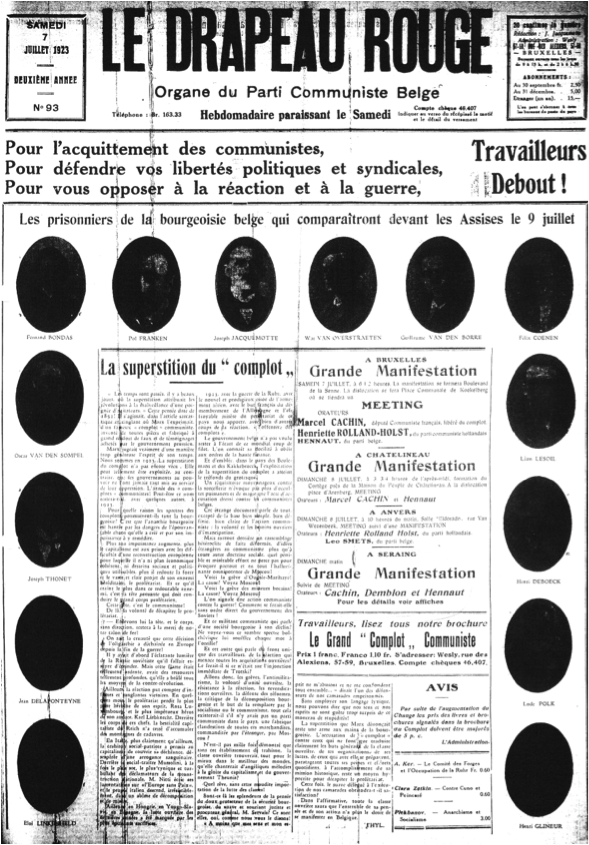
Extrait du Drapeau Rouge. Le Grand Complot

Un des meetings les plus importants de Hennaut est celui qu'il a fait contre le fascisme en juin 1923, avec Célestin Demblon, un membre de la social-démocratie se rapprochant des communistes. De plus, il est l'orateur qui accueille les dirigeants de deux partis frères à un meeting pour la libération de leurs camarades : Marcel Cachin pour le Parti Communiste Français et Henriette Roland Holst pour le Parti Communiste des Pays-Bas. Le 26 juillet, la justice belge est obligée, faute de preuves, de relâcher les cadres dirigeants du PC (p. 92) mais Hennaut, qui a démontré ses capacités, garde la charge de secrétaire fédéral du parti. Au Congrès du 17 et 18 novembre 1923, il est élu secrétaire au Comité Exécutif du Parti et membre du Bureau Exécutif. Il le reste jusqu’à son exclusion du parti en 1928. Au même moment, il commence à écrire dans le Drapeau Rouge (organe de presse francophone du Parti) et dans le Roode Vaan (organe de presse néerlandophone du Parti).
À partir de décembre 1923, il commence à rédiger les cahiers qui sont conservés au Centre d'Histoire et de Sociologie des Gauches de Bruxelles et où il prend note des différents points abordés au Comité Exécutif ou au Bureau Exécutif. Les dirigeants du Parti de l'époque sont Massart, Jacquemotte, Coenen, Van Overstraeten, Vandenborre, Plisnier, Pasteels, Lesoil, Bondas, Mathieu.

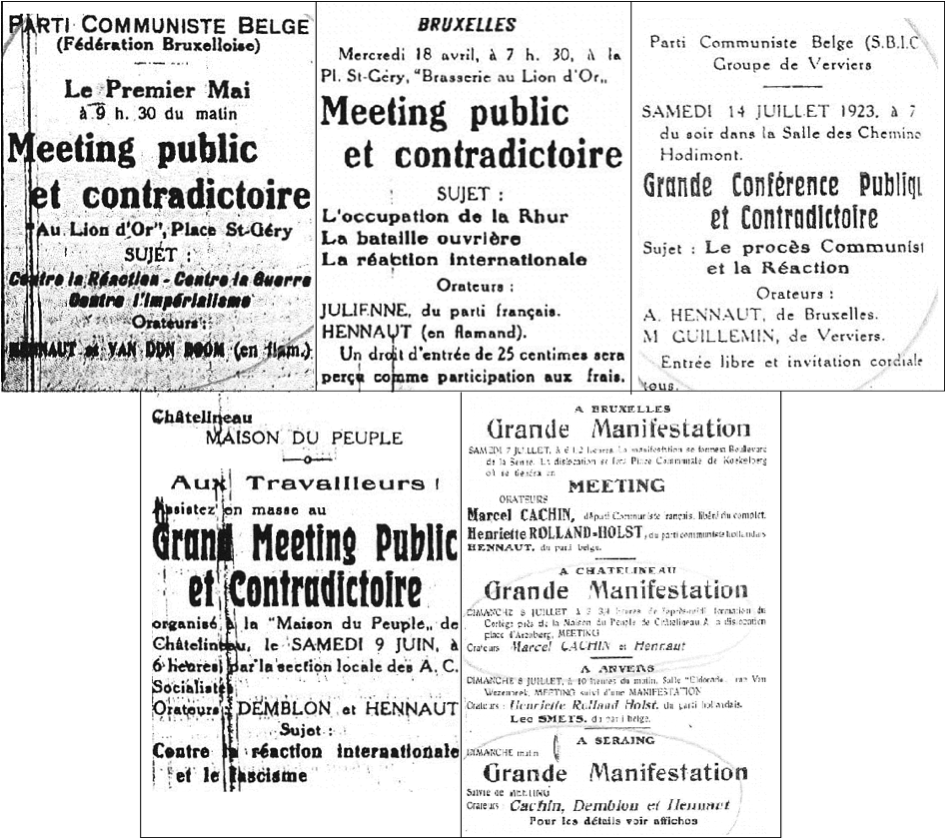
Extraits du Drapeau Rouge. Annonces pour des Grands Meetings Publics et Contradictoires

À partir de la fin août 1923, un nouvel événement occupe l'actualité du Parti Communiste : la révolution allemande. De fin août à début décembre, Hennaut participe à une dizaine de meetings pour la défense de la révolution allemande,,,. Au commencement de 1924, le reflux de la révolution allemande va de pair avec une série d'attaques patronales contre les conquêtes ouvrières obtenues dans les dernières années. Par exemple, le patronat voudrait réviser la loi de 1921 sur les 8 heures de travail quotidien. Dans ce contexte, le Parti Communiste riposte en organisant de très nombreux meetings pour défendre la journée des 8 heures et c'est très souvent Hennaut qu'on envoie parler sur cette question. D'ailleurs, par rapport aux attaques contre la classe ouvrière qui ont lieu partout en Europe, Hennaut « marque la nécessité de démonstrations et surtout d'actions internationales, au moment où partout la réaction attaque ». Il écrit aussi dans un article que « Les travailleurs doivent renforcer leurs organisations et les entraîner à la lutte contre la réaction ; lutte pour les huit heures, lutte pour les salaires ! ». Il y décrit aussi la position du PC de l'époque sur la social-démocratie. Pour lui, les événements « (...) marquent la faillite totale, dans tous les pays, de la social-démocratie enchaînée au capitalisme national » :

« Le réformisme a ceci de particulier : c'est qu'il masque toujours l'indigence de ses moyens de combat et la fragilité de sa volonté de lutte sous les aspects trompeurs d'un radicalisme extrême qui ne contient rien du tout, si ce n'est que le vague et l'imprécision qui demain permettront à ses défenseurs l'abandon le plus vil des idées défendues. »

Février 1924, Lénine meurt. À cette occasion, la social-démocratie critique largement l'Union Soviétique. Hennaut défend le jeune régime mais évite tout panégyrique et met en exergue les nombreux défauts de la société soviétique.   

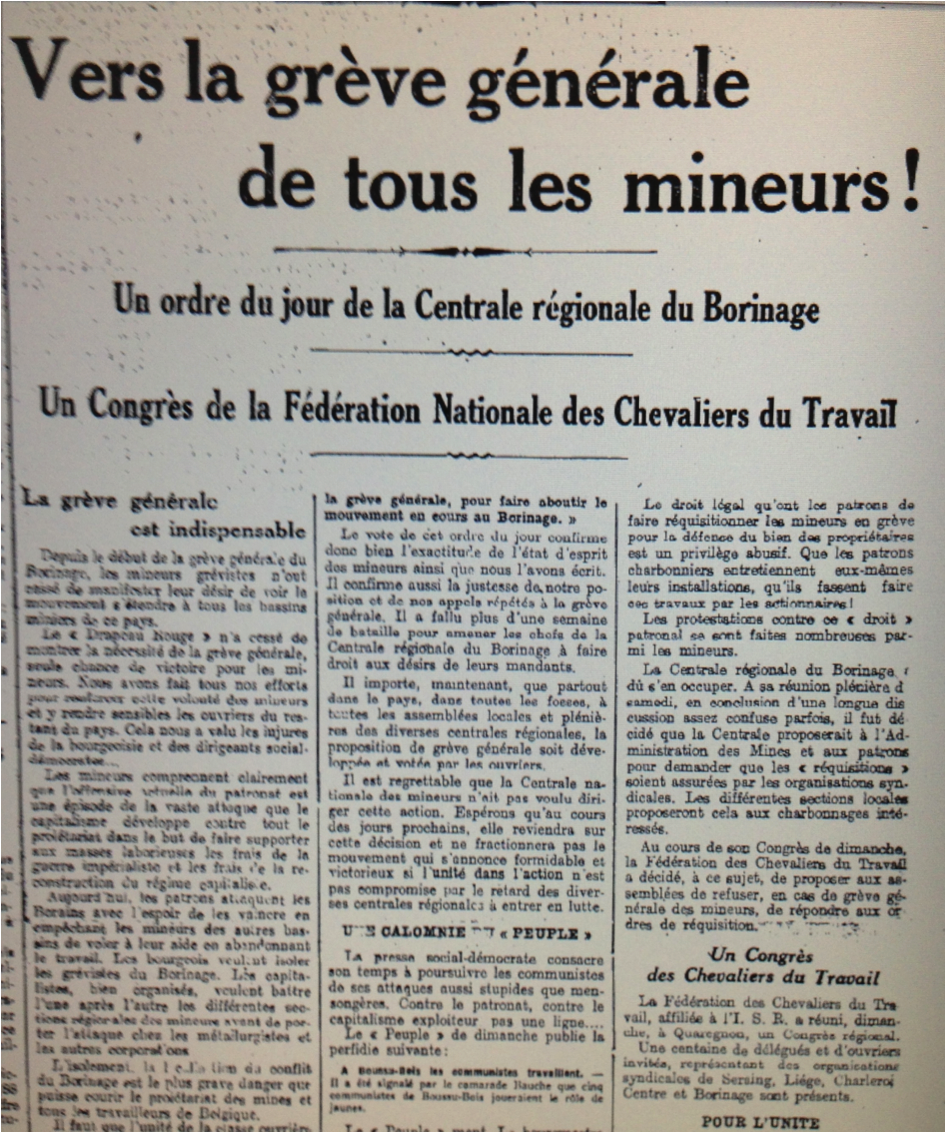
Extrait du Drapeau Rouge. Vers la grève générale de tous les mineurs

En août de la même année 1924, une grève des mineurs importante par son ampleur a lieu dans le Borinage. Le Parti Communiste organise de nombreux meetings sur place et envoie Hennaut pour les animer.
En janvier 1925, à l'apogée de son activité militante, Hennaut préside le Troisième Congrès du PCB. En avril de la même année, ce sont les élections législatives belges. À cette occasion, le Parti Communiste présente des listes un peu partout en Belgique. Il s'agit de « mettre à profit l'agitation créée par la campagne électorale pour intensifier la propagande du parti et développer tout notre programme en dénonçant la décomposition du régime capitaliste et l'impuissance du réformisme à surmonter cette crise mortelle ». Lors des élections législatives, Hennaut est candidat no 1 de la liste à Anvers. 
De février à avril, il entre en campagne pour le Parti Communiste. Se succèdent alors meetings et conférences animés par Hennaut,. À cette occasion, une courte notice biographique est réalisée sur lui dans le Drapeau Rouge. L'élection ne porte pas Hennaut au parlement, mais les communistes obtiennent deux sièges de députés pour Joseph Jacquemotte et War Van Overstraeten. 
En juillet 1925, une nouvelle grande grève occupe le Parti Communiste, celle des métallurgistes de Liège. Plusieurs meetings sont organisés et Hennaut est envoyé en première ligne,. Pourtant élément extérieur, il appartient au Comité de Grève des métallurgistes, ce qui dénote le haut degré d'influence qu'il a acquis à l'époque auprès des travailleurs.
Lors des élections provinciales qui ont lieu en novembre 1925, Hennaut se présente dans le Canton d'Ixelles pour les communes d'Ixelles, Auderghem et Watermael-Boitsfort. Il est encore à nouveau en tête de liste. Il participe dans le courant des mois de septembre et d'octobre à de nombreux meetings. Il n'est pas élu.

Au 4e Congrès du Parti Communiste en août 1926, Hennaut est chargé de présenter un rapport sur la « réorganisation du parti » imposée par l'Internationale Communiste. De cellules communistes locales basées sur le lieu de résidence, l'Internationale voulait passer à des cellules d'entreprise, créant ainsi deux ou trois organisations là où une seule avait existé. Cette réorganisation est un échec. Les cellules d'entreprise fusionnent de nouveau entre elles pour former des cellules locales. En 1927, le parti compte encore 83 rayons et seulement 24 cellules d'entreprises. En août 1926, Hennaut est chargé de présenter les raisons de l'échec de cette réorganisation. Or, il explique : 

« La principale cause de cette faiblesse, c'est l'insuffisance de l'éducation communiste des membres de notre parti, c'est le relâchement des liens reliant les différents degrés de l'appareil du parti, l'incapacité de discerner parmi les innombrables tâches qui s'offraient à nous, celle qui était la plus importante et qui aurait dû solliciter le plus gros des efforts. »

 La suite du rapport est constituée de solutions pour remédier à ces problèmes. C'est Hennaut qui est dorénavant chargé de l'organisation du parti et d'ailleurs, à partir de 1926, toutes les questions des membres du parti concernant son organisation doivent lui être adressées directement.

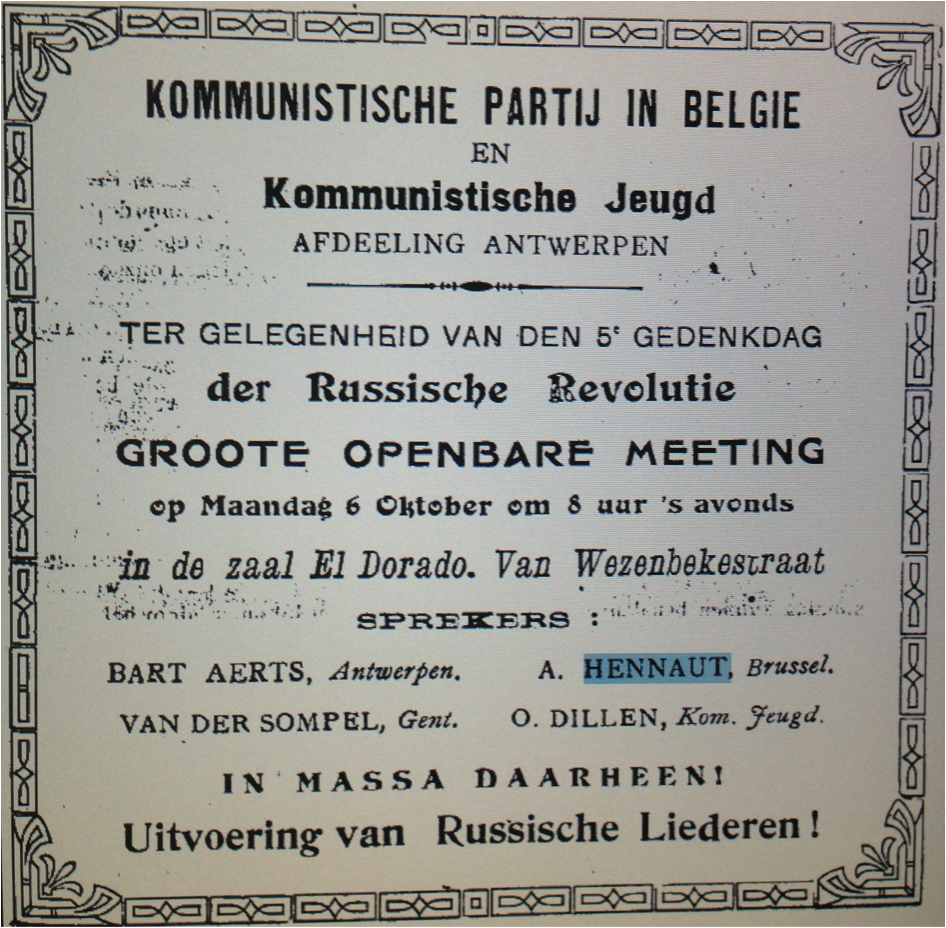
Extrait du Roode Vaan. Invitation à une Commémoration de la Révolution Russe

Hennaut est donc un membre dirigeant de premier plan lors des congrès du PCB de 1925 et 1926.
En octobre 1926, de nouvelles élections se tiennent : les élections communales. Cette fois, Hennaut est tête de liste à Etterbeek. Encore une fois, il part en campagne pour le Parti Communiste, et n'est pas élu.
En avril 1927, le PCB tente une nouvelle réorganisation de ses cellules. Une Conférence Nationale essaie de résoudre les problèmes de la réorganisation une nouvelle fois infructueuse. Hennaut y est l'animateur principal. 
Il est présent dans différents meetings en 1927, mais son activité au sein du PCB semble en baisse. Sa présence est attestée en novembre 1927 à Anvers lors d'un meeting pour la commémoration de la Révolution Russe.

### Vie syndicale dans les années 1920
Au cours de la même période, même s’il a démissionné de son poste à la direction du Syndicat des Travailleurs du Bâtiment, Bois et Ameublement du Grand-Bruxelles (STBBAB), Adhémar Hennaut continue à en faire partie. En tant que membre influent de la section de Bruxelles, il prend la parole aux Congrès sur de nombreuses questions et critique très violemment la direction de la Centrale, lui reprochant de « mettre obstacle à la volonté de lutte des sections (syndicales) ». Il est plusieurs fois menacé d'exclusion. En février 1923, Hennaut est secrétaire de la Fédération bruxelloise du Parti Communiste. Or, le STBBAB est affilié au Parti Ouvrier Belge. Pour le secrétaire de la Fédération Bruxelloise du Parti Ouvrier, Hennaut ne peut appartenir en même temps au syndicat socialiste et au PCB. Il faut donc l'exclure des rangs du syndicat. Joseph Jacquemotte, appartenant à une autre centrale syndicale est lui aussi menacé d'exclusion. Finalement, par peur de la réaction des affiliés syndicaux, la Fédération recule et les deux motions d'exclusion sont abandonnées.

Hennaut est un membre du syndicat bien trop indiscipliné pour la Commission Syndicale du Parti Ouvrier Belge : 

« La Commission Syndicale (CS) intervient dès septembre 1924 auprès de la Centrale générale des travailleurs du Bois et Bâtiment (STBBAB) pour qu’elle procède à l’exclusion du communiste Adhémar Hennaut, membre du comité du STBBAB : "avec d’autres orateurs du PCB, reproche la CS, celui-ci s’était rendu dans la région minière [dans le contexte de la récente grève du Borinage] pour y prêcher la grève générale dans tous les charbonnages belges, et ce, contre le gré et les décisions de l’organisation responsable, en l’occurrence la Centrale des Mineurs". Cette fois, c'est la résolution Mertens qui le menace. En effet, cette dernière interdit à un syndiqué de "s'occuper de questions intéressant des organisations autres que la sienne". La section de Bruxelles refuse par 190 voix contre 18 de s’exécuter […]. Face à cette indocilité de la section bruxelloise, c’est rien moins que la modification de l’article 33 de ses statuts que propose la Centrale Générale (CG) en novembre 1924. […] Adopté au congrès de la CG des 31 mai et 1er juin 1925, ce nouvel article 33 permet cette fois à la centrale de menacer sa section bruxelloise tout entière d’exclusion si elle s’entête à refuser celle d’Adhémar Hennaut au-delà du 31 octobre 1925. Face à cet "ultimatum devant lequel il n’y a que deux positions à prendre, s’incliner ou accepter la scission ainsi provoquée", Émile Marchand [le dirigeant de cette section syndicale] plaide pour la première, estimant qu’il faut placer "l’unité du mouvement au-dessus de tout". Finalement, en novembre 1925, Hennaut accepte de démissionner du syndicat pour préserver l'unité syndicale. »

Hennaut a toujours lutté pour l'unité syndicale. Il le prouve à plusieurs reprises. En février 1923, il soumet un amendement à l'Union des Syndicats pour la participation de sa centrale syndicale au « front unique pour la grève générale et contre la guerre ». Cela signifie qu'il souhaite que les socialistes s'allient aux communistes dans les syndicats dans un front unique contre la guerre. Par ailleurs, Adhémar Hennaut écrit à plusieurs reprises pour l’organe Le Travailleur, organe de sa section syndicale, le Syndicat du Bâtiment, de l'Ameublement et de Industries diverses. On peut ainsi y lire ses positions sur les rapports qui doivent exister entre les partis et le syndicat : 

« Si nous ne voulons pas subir le même sort que les partis politiques, il n’y a qu’un moyen d’y échapper : c’est de détacher l’action syndicale de tout parti. Maintenir notre affiliation au Parti, c’est prendre position contre les travailleurs qui ne pensent plus comme le Parti. Ce serait traîner dans nos assemblées toutes les disputes et les chicanes qui se produiraient dans le Parti. Ce serait en un mot, déchirer notre syndicat. Ce serait se suicider ! Au-dessus des divergences politiques, il y a une chose que nous devons maintenir unie et forte : c’est notre organisation syndicale. Sans cela, nous serons réduits à l’impuissance, nous ne serons plus capables de défendre nos salaires et notre pain contre la rapacité croissante de nos patrons. »

### Vie privée dans les années 1920 et 1930

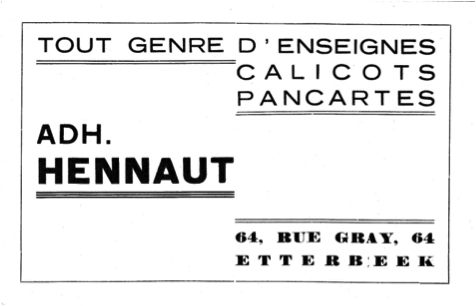
Carte de visite d'Adhémar Hennaut

Les archives sont quasiment muettes sur la vie personnelle du militant. En 1923, il est marié à Marthe Sucrier. De son union avec Marthe Sucrier naît en 1927 Jacqueline Hennaut, décédée en 2012. Il est d'abord peintre en bâtiment dans les années 1920 jusque dans les années 1930. Il devient ensuite peintre indépendant sur « tout genre d’enseignes, calicots et pancartes ».

### 1928 – 1930: L’Opposition de Gauche
A la fin de 1927 s'annonce lentement le conflit majeur qui va naître au sein du PCB sur la question de l'Opposition russe. Pourtant, contrairement à la plupart des partis communistes d'Europe, le PC belge aborde la question très tardivement.
En décembre 1927, le Comité Exécutif, composé majoritairement de partisans de l'Opposition trotskyste, s'explique : « Les comités centraux de la plupart de nos partis frères se sont déjà prononcés en condamnant l'opposition. Quant à nous, nous tenons à soumettre au parti une documentation aussi complète que possible, exposant scrupuleusement les points de vue qui s'affrontent, soucieux de donner à nos militants l'occasion d'étudier les problèmes pour qu'ils soient en mesure de se prononcer en pleine connaissance de cause ».

Dans les archives de Georges Vereecken conservées à Amsterdam, ce dernier explique : 

« Lorsque nous parvinrent, en 1923-24 (...) les échos des divergences au sein du PCR, très peu de camarades (...) ont montré un souci réel de saisir les véritables causes de ces divergences. En effet, c'est War Van Overstraeten qui a fait traîner l'examen de la question russe. Ses raisons ne sont pas claires, mais il ressent sans doute quels conflits cela va provoquer au sein du PCB. Aux simples membres (...), il fut invariablement répondu par le secrétariat, composé à ce moment de W. Van Overstraeten et de A. Hennaut, (...) que la question qui se posait en URSS était des plus compliquées, qu'il fallait attendre la documentation de l'IC. (...) Cette situation a perduré pendant trois ans et peu d'efforts ont été faits entre-temps pour obtenir la documentation nécessaire. (...) C'est sous la pression des membres du parti (...) que les problèmes de l'Opposition ont enfin trouvé un terrain de discussion dans notre parti, et ce contre la volonté du Secrétariat. (...) Un autre argument que les camarades du Secrétariat avançaient pendant le temps qu'ils restaient dans l'expectative est (...) la crainte que le départ des postes dirigeants aurait servi les opportunistes. »

Pourtant, la pression de l'Internationale Communiste s'exerce de plus en plus fort sur le Parti pour que la question soit tranchée. En janvier 1928, le Comité Exécutif de l'I.C. accuse le Bureau Politique du PC composé de Van Overstraeten, Hennaut, Lesoil et Lootens (tous de futurs oppositionnels) de sectarisme et de tentative de division du Parti Communiste. Ces derniers s'en défendent tout en ne prenant pas encore clairement position pour l'Opposition trotskyste. Mais l'étau se resserre autour de la fraction oppositionnelle. La fraction stalinienne conquiert des positions. Le Drapeau Rouge et le Roode Vaan se font maintenant la guerre. Jacquemotte tient le Drapeau Rouge, Hennaut le Roode Vaan. La discipline de Hennaut est critiquée dans le Drapeau Rouge ; Hennaut réplique dans le Roode Vaan que la discipline existe quand un membre est convaincu de la bonne politique de son parti. 

Deux tendances contraires naissent au sein du Parti Communiste. La faction stalinienne, plus unie et ayant le soutien de l'IC, pousse de plus en plus rapidement dans ses retranchements la fraction trotskyste morcelée. Au début de la lutte entre les deux factions, la question se focalise autour de la discipline comme en témoigne un article de Félix Coenen : 

« Quiconque a librement adhéré au Parti et à l'Internationale Communiste s'est engagé à en respecter la loi. (...) Après Hennaut, Chapelier, Plisnier, voilà que Renery et Sottiaux déclarent ouvertement qu'ils sont d'avance décidés à ne pas observer la discipline. »

 

Finalement, ces diverses escarmouches aboutissent à la Conférence Nationale des 11 et 12 mars 1928. La division est déjà scellée avant la conférence. Dans Faux Passeports, son ouvrage majeur, Charles Plisnier, alors membre de l'Opposition en fait une description magistrale : 

« Dès la première minute, nous eûmes bien le sentiment d'être divisés en deux camps : frères ennemis. (...) Nous savions exactement comment les choses allaient se passer. Moscou avait réglé, comme les autres, cette dernière comédie, qui, autour des thèses trotskistes, devait se jouer ici, dans ce coin perdu de l'Occident. Les résolutions étaient rédigées, les membres du nouveau comité central choisis. Un peu plus de la moitié du congrès acclamait les propositions ; nous nous inclinerions devant ce jugement, ou, marqués comme hérétiques, on nous chasserait de la communion (pp. 233-237). »

Le Parti Communiste Belge se distingue par le fait que la majorité des dirigeants vont devenir oppositionnels. Ils signent ensemble le Manifeste de l’Opposition du Parti communiste belge avec Bourgeois, Lootens, Mathieu, Plisnier, Van Den Heuvel et Van Overstraeten.

A la fin de la conférence, les thèses de l'opposition sont rejetées et les thèses « majoritaires » confirmées par 74 voix contre 34. Plisnier explique comment la fraction stalinienne a accueilli de nombreux nouveaux membres dans le parti pour gonfler les résultats de sa fraction lors des votes : 

« La présence de cet inconnu ne devait nullement me surprendre ; pour s'assurer une majorité au congrès, les staliniens avaient, les derniers mois, introduit de nombreux étrangers dans le parti (p. 242). »

 A Trotsky, Hennaut écrivait quelques années après : 

« Vous savez que la forte majorité anti-oppositionnelle fut constituée grâce à l'apport de nombreux groupements (certainement 50 % de la majorité) de communistes étrangers, qui jusque peu de temps avant la scission, vivaient pour ainsi dire en marge du Parti. »

Finalement, la conférence décide « de suspendre les camarades Van Overstraeten, Hennaut, Lesoil, Lootens, Cloosterman, Dewaet, et Polk pour un délai de six mois au moins de tout poste de responsabilité, avec devoir de travailler comme simple militant de base ». Personne n'est exclu, mais le PCB exige l'impossible des oppositionnels. Ils devaient engager la lutte contre les oppositionnels eux-mêmes. Elle force donc l'Opposition à s'exclure elle-même. Par ailleurs, le PCB cherche à les exclure sous n'importe quel prétexte.
Après la conférence, les 46 participants de l'opposition se concertent. Ils écrivent une déclaration pour continuer la lutte par tous les moyens politiques. Ils convoquent une nouvelle réunion pour le 15 mars et ils écrivent un manifeste pour expliquer leur version de la conférence et leurs positions politiques. Hennaut en est un des signataires.
D'abord, les oppositionnels se déclarent solidaires de communistes russes déportés. Ils rejettent la politique du socialisme dans un seul pays de Staline. Ils refusent de laisser au second plan la révolution mondiale et soulignent l'importance de soutenir les révolutions dans l'ensemble du monde.
L'opposition politique de Hennaut et des autres oppositionnels se base sur plusieurs événements politiques de l'époque qu'il convient ici de contextualiser.
D'abord, il y a la Révolution chinoise manquée. En 1927, en Chine, un soulèvement populaire majeur secoue l'impérialisme occidental. Sous l'impulsion de l'URSS, les communistes chinois se mettent au service du Kuomintang, le parti nationaliste chinois, représentant du patronat chinois. Grâce au soulèvement populaire et à l'aide des communistes, le Kuomintang parvient à prendre le pouvoir. Sitôt fait, il désarme et écrase les communistes dans le sang,. Les oppositionnels au PC condamnent la politique de « 'collaboration de classe » qui a mené à la tragédie de la révolution chinoise ; ils dénoncent l'alliance du Parti Communiste Chinois avec le Kuomintang, préconisée par la direction de l'Internationale Communiste.
Ensuite, il y a la question du Comité anglo-russe. En 1926, une grève générale très dure a lieu en Grande-Bretagne. L'Union Soviétique encourage les communistes à siéger dans un comité composé en grande partie de leaders syndicaux. Or, ceux-ci s'opposent à la grève. Pour les oppositionnels, il s'agit d'une « trahison de la grande grève anglaise de 1926 ».
Ensuite, les oppositionnels constituent un comité provisoire chargé d'organiser l'opposition et annoncent une série de meetings dans tous les centres communistes du pays. En même temps, ils annoncent la sortie de deux hebdomadaires en français et néerlandais, Le Communiste et De Kommunist. Hennaut écrit souvent dans les deux journaux. Il s'occupe de la chronique Internationale et écrit notamment sur les Procès de Moscou.
L'Opposition se constitue en groupe autonome. Pour tous, il ne s'agit pas de constituer un nouveau parti. Pour Hennaut non plus.
L'exclusion n'est pas encore prononcée, mais elle ne va pas tarder. Le prétexte est donné le lendemain, le lundi 13 mars. Ce jour-là, Clémentine Dumortier, Georges Vereecken et Adhémar Hennaut viennent récupérer une bonne part de leur matériel au Bureau du Parti Communiste. Ils sont accusés de vol et exclus du parti. Van Overstraeten, lui aussi, est exclu. 
Au début, le PCB ne souhaite pas exclure les militants de base qui approuvent les thèses de l'opposition, il espère ainsi récupérer ces militants. Mais l'opposition réagit et pousse ses partisans à ne plus se rendre aux réunions du PC. En effet, les décisions de la conférence nationale sont approuvées partout à l'unanimité ; en fait, les oppositionnels ne participent nulle part au vote.
Le PCB sort très affaibli de la scission. Il perd la plupart de ses cadres à Charleroi, Anvers, Ménin, Gand. La fédération du Centre est aussi très affaiblie. Le Drapeau Rouge manque de rédacteurs. Tout l'appareil du parti est déstabilisé.
L'Opposition, elle, rassemble ses forces. Le 18 mars, elle tient une conférence nationale restreinte. Une commission nationale et un exécutif sont désignés. War Van Overstraeten en est secrétaire politique, Adhémar Hennaut, secrétaire administratif (p. 82). Hennaut fait aussi partie de la nouvelle Fédération bruxelloise de l'opposition. Le premier meeting avec War Van Overstraeten et Adhémar Hennaut se tient le 28 mars. Un public de 500 personnes les écoute. Ils exposent les thèses de l'opposition et les raisons de leur exclusion (p. 86). 
Les premiers mois d'existence de l'Opposition sont couronnés de succès. Mais peu à peu, leurs effectifs décroissent à partir de juillet 1928. C'est un travail de fond qui attend l'opposition. Elle se fixe trois objectifs : le renforcement idéologique, l'amélioration de la presse et une nouvelle approche du travail syndical (p. 104). 
En décembre 1928, l'Opposition se focalise sur des élections communales partielles à Anvers. L'ancien bourgmestre décédé, des nouvelles élections sont organisées. L'Opposition présente une liste avec Hennaut en tête de liste et Leo Frenssen comme suppléant (p. 113).
La liste obtient un peu plus de 3000 voix contre 2600 pour le Parti Communiste (p. 114). C'est un succès pour l'Opposition.
De nouvelles élections sont prévues pour mai 1929. Dans l'Opposition, on se demande si cette dernière doit y participer. En effet, selon Trotsky, dont la ligne est représentée dans l'Opposition belge par Plisnier, il ne faut pas construire de parti autonome. Les oppositionnels doivent essayer de « redresser la politique des PC ». Dans ce cadre, il est exclu de se présenter aux élections. Dans l'opposition belge, au début de 1929, une large fraction d'oppositionnels désire déjà se faire reconnaître ouvertement en tant que parti. Elle ne se reconnaît plus comme l'opposition du PCB mais comme un nouveau parti. Dans ce cadre, il faut se présenter aux élections. Cette tendance est représentée dans l'opposition par Van Ovestraeten, Lesoil, Dewaet, Hennaut, Deschamps et Polk. Cette tendance soutient la particularité nationale de l'Opposition Belge (dont la plupart sont des anciens membres influents du PCB) et la nécessité de former un nouveau Parti. Au début, Trotsky les soutient, puis se rétracte en septembre 1929 (p. 116).
Ainsi, en mai 1929, l'Opposition participe aux élections. Des listes sont déposées dans les arrondissements d'Anvers, Gand, Bruxelles, Charleroi et Liège. Lors de ces élections, l’Opposition subit un recul général. Le PC remporte quatre fois plus de voix au total (p. 118). 

Dans l'Opposition, c'est la démoralisation. Le nombre d'adhérents baisse. Des militants connus comme Plisnier abandonnent la lutte. C'est le moment des conflits et des divisions au sein de l'Opposition. Au cœur du débats, deux questions : la création ou non de partis communistes autonomes et la trahison ou non de l'IC.

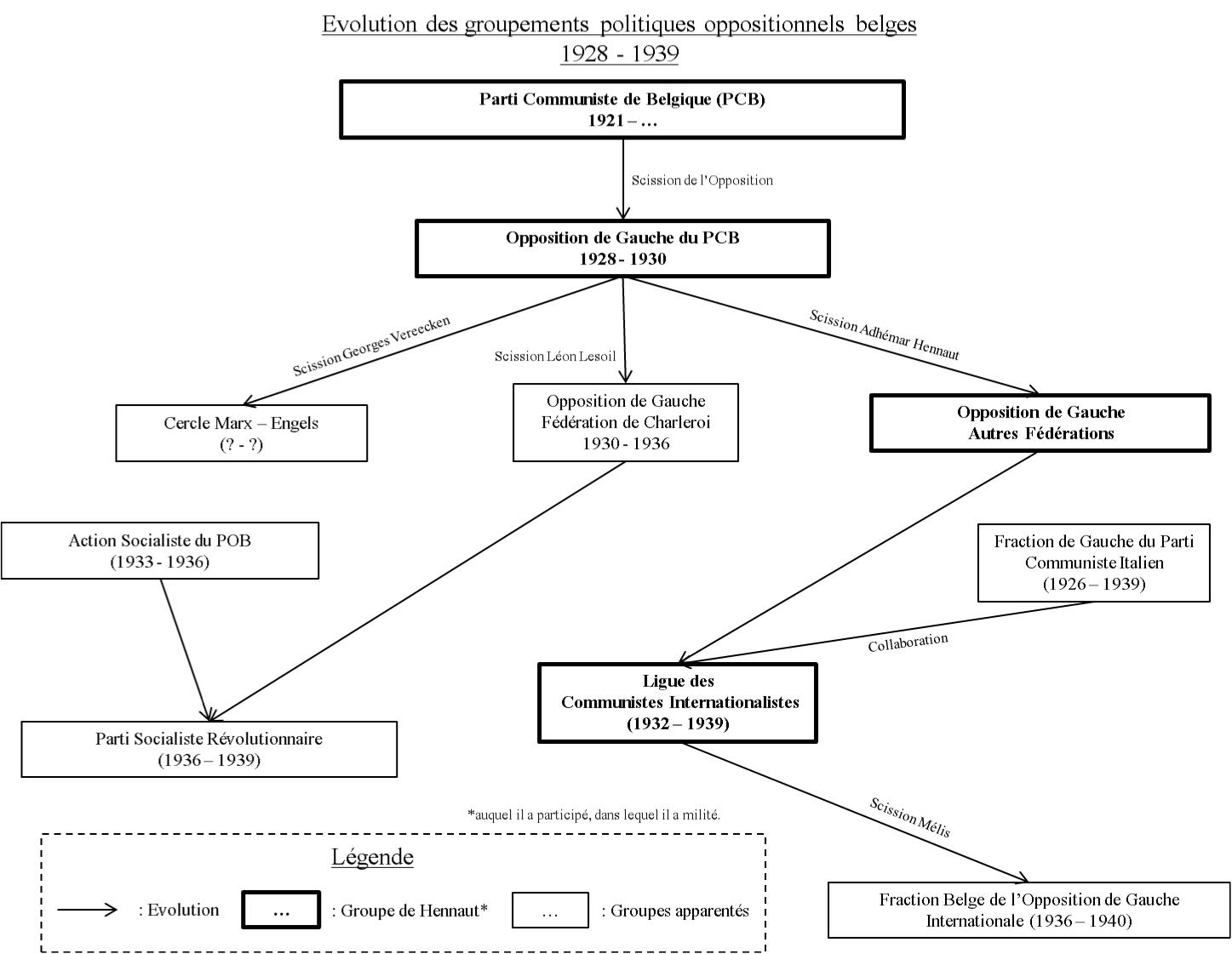
Evolution des groupements oppositionnels belges 1928-1939

Le 6 avril 1930, à une séance du Secrétariat International de l'opposition, Hennaut décrit l'état de l'Opposition : 

« Je crois qu'on se fait des illusions sur la force du groupe belge. Sa solidité, son homogénéité appartiennent au passé. (...) Plisnier est tombé dans l'inactivité, il ne s'occupe que de littérature. (...) Un des droitiers moins ouvertement déclaré et demeuré chez nous (...) vient de rompre par un document (Vereecken) (...) En Flandre méridionale, nous n'avons plus d'appui. Près de Menin, à Wervick nous conservons un îlot. (...) Dans la région de Liège, une des plus faibles après la rupture avec le parti, des dissensions intérieures affaiblissent notre groupe (...) Dans la région de Verviers, un groupe assez sérieux pour travailler. C'est à Charleroi que l'activité a été la plus suivie (...) Dans le Hainaut, au Centre et au Borinage, l'action oppositionnelle a été presque inexistante. Dans la région flamande, il n'y a qu'à Anvers que notre influence a pu se poursuivre. »

La première scission a donc lieu au début de 1930, une partie des militants part et crée le Cercle Marx-Engels, un groupe d'étude sans vocation de parti. C'est Vereecken qui le dirige. L'une des raisons de la scission est sans doute le conflit qui oppose Vereecken et Van Overstraeten depuis plusieurs années.
Ensuite, c'est un événement international qui attise les divisions au sein de l'opposition. Un conflit fait rage entre l'Union Soviétique et la Chine de Tchang Kaï Chek au sujet d'une ligne de chemin de fer. L'Armée Rouge finit par intervenir en Chine.
En Belgique, la majorité des oppositionnels s'insurgent de cette mesure de l'URSS et traitent cette dernière d’impérialiste. La Fédération de Charleroi, suivant Trotsky, réplique qu'une politique impérialiste ne peut exister de la part d'un État ouvrier. La Fédération refuse de vendre Le Communiste ; c'est une catastrophe pour l'opposition : Charleroi est sa plus grande place-forte (p. 120).

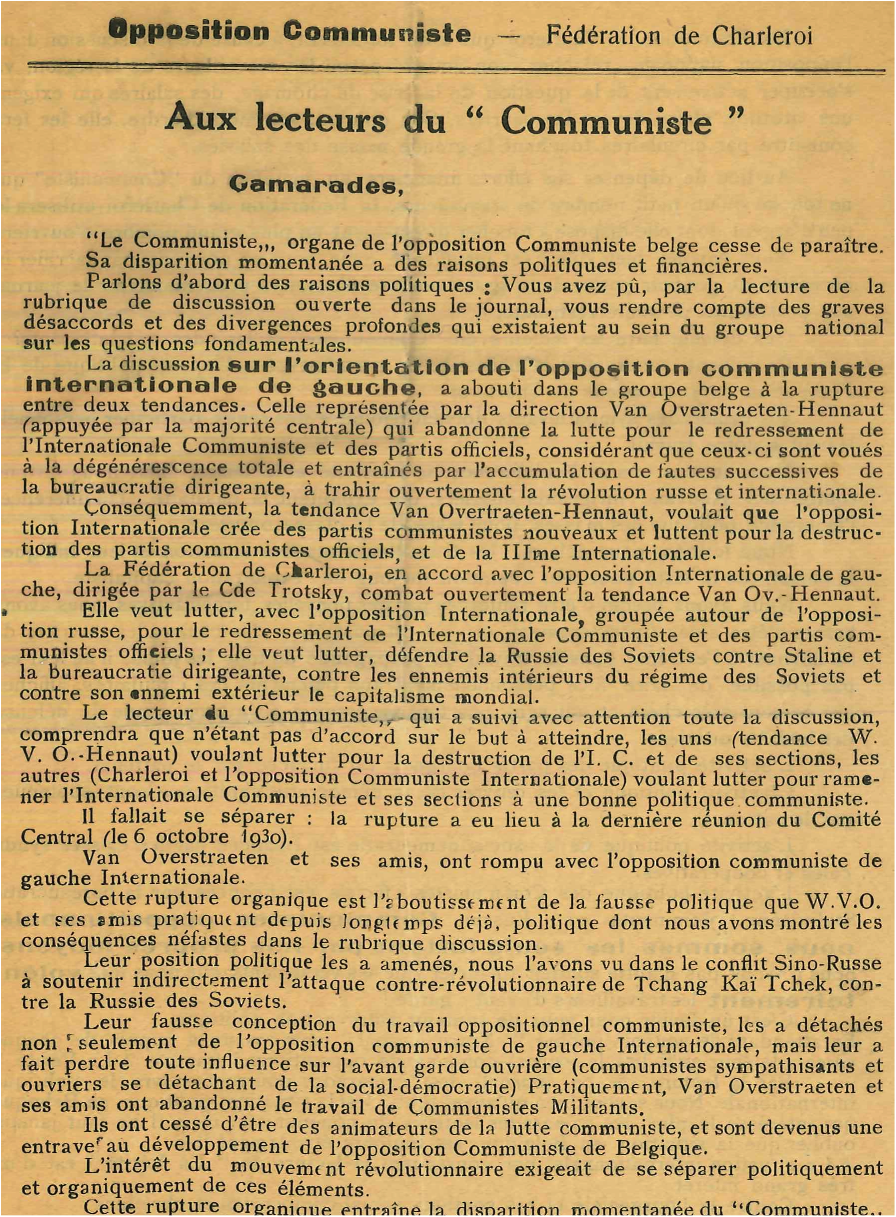
Extrait d'un tract édité par la Fédération de Charleroi - Aux Lecteurs du Communiste

Néanmoins, c'est la polémique sur la question du parti autonome qui met le feu aux poudres. Trotsky, en septembre 1929, revise son avis et juge qu'il faut former des fractions pour relever l'Internationale. La Fédération de Charleroi suit cet politique (p. 121). La division s'approfondit et finalement, la fraction Hennaut - Van Overstraeten est exclue de l'Opposition Internationale. La Fédération de Charleroi quitte le groupe le 6 octobre 1930. Elle reproche à la majorité des divergences d'opinions importantes sur la nature de classe de l'URSS et l'attitude défaitiste de l'Opposition Belge. La scission est provoquée par les divergences sur la politique à adopter par rapport à l'Internationale Communiste et aux Partis Communistes officiels. Hennaut se positionne pour la création de nouveaux partis.
Le groupe se scinde en deux. D'un côté, il y a l'Opposition Communiste de Gauche (Groupe Charleroi) avec Léon Lesoil, de l'autre, le groupe oppositionnel de Hennaut et Van Overstraeten.
En septembre 1933, l'abandon de la possibilité de redressement du PC et de l'Internationale et le lancement d'un nouveau parti poussent l'organisation de Lesoil à essayer de se rapprocher de la Ligue. Mais les réunions ne font que constater le fossé entre les deux organisations. À cette occasion, Trotsky, qui participe à la discussion, écrit sur Hennaut qu'il est « modèle de confusion politique et théorique doutant de tout et craignant le danger partout » (p. 143). Les négociations n'aboutissent pas, la fusion est impossible.
La majorité de Hennaut, plus nombreuse à la scission de 1930, finit par fondre. Les cotisations n'arrivent plus, des membres abandonnent la partie, le journal passe en mensuel. Hennaut tente de maintenir Le Communiste en vie, mais finalement, il est obligé de l'arrêter. Van Overstraeten, lui, cesse complètement de militer en 1931. La direction ne repose plus maintenant que sur les épaules de Hennaut (p. 150).

### 1931 – 1939: La Ligue des Communistes Internationalistes
Désormais, Hennaut milite dans le groupe dit « de Bruxelles ». En octobre 1931, ils éditent un nouveau bulletin mensuel, le Bulletin de l’Opposition Communiste pour le Groupe de Bruxelles. Lode Polk et Hennaut, au moment de la scission, forment une commission chargée de rassembler les forces de l'opposition restante. Il leur faudra un an et demi pour le faire. Finalement, une conférence nationale de constitution d'un parti se tient le 20 et le 21 février 1932. À la conférence sont présentes les fédérations d'Anvers, Bruxelles, Gand, Liège, Verviers et Malines. La principale décision de la conférence n'est pourtant que la dénomination du groupe : « Ligue des Communistes Internationalistes » (pp. 151-152) dont le but est la création d'un nouveau Parti Communiste. En 1932, la Ligue commence aussi à collaborer avec la Fraction de Gauche du Parti Communiste Italien. Ainsi, à partir de 1933, Hennaut participe à la revue théorique mensuelle de la fraction bordighiste dirigée par Ottorino Perrone (it), Bilan. Les deux organisations partagent la même position sur l’Opposition Internationale de Gauche, refusant sa politique en Allemagne (celle du « front démocratique contre le fascisme » et du soutien au parti communiste dit « dégénéré »). Bilan publie des résolutions de la Ligue, recommande son bulletin, l'aide en faisant de la réclame pour des souscriptions et publie des articles de Hennaut,,,,. 
Au cours de l'année 1933, l'activité des Communistes Internationalistes faiblit très fortement. Les contacts entre les fédérations disparaissent progressivement. Le groupe de Bruxelles se lie toujours plus étroitement avec la Fraction de Gauche du Parti Communiste italien. Le groupe de Verviers se rapproche des libertaires. Anvers travaille avec le Parti Socialiste Révolutionnaire des Pays-Bas. À Gand, il n'y a plus de réunion. Et à Seraing-Ougrée, il n'y a plus que deux membres (Cerneels et Bondas). Après 1933, les activités se limitent principalement au terrain syndical. Pratiquement, il n'y a plus aucune activité politique vers l'extérieur. Seul le mensuel reste régulier (p. 154). À partir de juin 1932, ils éditent un nouveau bulletin qu’ils sortiront jusqu’en 1939.
En 1937, Hennaut et la Ligue rompent résolument avec la Fraction italienne sur la question de la Guerre d'Espagne. Un terme a été mis à une collaboration qui s’est étendue sur près de quatre années. La rupture avec la Fraction de Gauche Italienne provoque aussi des remous au sein de la LCI. Depuis 1936, deux fractions se sont progressivement constituées : d'un côté, les « participationnistes », majoritaires, qui souhaitent soutenir la République espagnole, dont Hennaut et de l'autre, les « anti-impérialistes », minoritaires, qui condamnent la guerre civile espagnole (comme impérialiste et non révolutionnaire). Celui qui mène le deuxième groupe est Jehan. En 1937, la Conférence Nationale de la Ligue aboutit à la fois à la rupture avec la Fraction italienne et à l'exclusion de la minorité menée par Jehan. La période de la rupture est surtout une période de soutien à la révolution espagnole et à un groupe qui leur est proche, le POUM (Parti Ouvrier d’Unification Marxiste). Cette rupture annonce un tournant progressif dans la carrière militante de Hennaut. En 1938, il écrit un rapport sur sa situation au comité exécutif de la Ligue. Il explique que son activité professionnelle lui prend trop de temps. Il a en plus les charges de direction politique de la Ligue et du secrétariat administratif. Il souhaite alors être déchargé du secrétariat. Progressivement, le temps qu’il consacre à la militance diminue. Suit alors une période de crise pour la Ligue. Deux dirigeants (non nommés) veulent changer la direction que prend le groupe. Les débats continuent pendant que la préparation de la guerre bat son plein. Finalement, le Bulletin et la Ligue disparaissent à la fin de 1939 trois mois après le début de la guerre, à la suite d'une absence de politique à adopter par rapport à celle-ci.

### Vie syndicale dans les années 1930
En novembre 1931, Hennaut avait demandé sa réintégration au sein du syndicat. Elle lui est accordée au bout d’un mois. Néanmoins, rapidement, en 1932, le Comité Général de la Centrale du Bâtiment, de l'Ameublement et des Industries diverses prend de nouvelles mesures pour exclure Hennaut à nouveau. Le 26 mai 1932, une procédure d’exclusion est enclenchée. Il a droit à une défense le 15 décembre et finalement définitivement exclu en 1933. Au même moment, la Ligue commence à collaborer avec le Réveil Syndicaliste, organe des Groupes d’Action syndicalistes. Ce journal a été édité à Liège de 1932 à 1934 par Nicolas Lazarevitch, également exclu de la Centrale générale socialiste.

### 1940 – 1945: La Guerre, l’obscurité militante
La Guerre commence et les archives d’Adhémar Hennaut se taisent : plus rien. La correspondance semble s’arrêter, l’activité militante s’évanouit, le bulletin meurt, la Ligue périclite,… Seuls subsistent quelques documents sur d’autres organisations, ce qui semble montrer que Hennaut s’intéresse encore à la vie politique. Il n'y a aucune certitude sur les raisons pour lesquelles il n'a été ni arrêté, ni déporté au contraire de nombre de ses anciens camarades (p. 53).

### 1948 – 1976: Le crépuscule du militant
En 1948, sa correspondance réapparaît soudainement. Il correspond avec Anton Pannenkoek, un célèbre leader communiste de gauche hollandais. En fait, il s’est lancé dans la traduction de ses œuvres. 

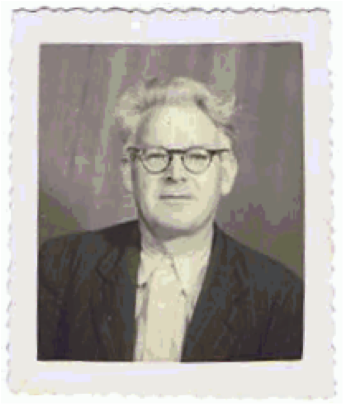
Adhémar Hennaut vers 1950

À partir de 1949, il commence à écrire à Alfred Rosmer. Ils correspondent à propos dans un intérêt purement théorique pour les œuvres de Pannenkoek. Ces lettres sont éclairantes sur les dernières années de militance de Hennaut : 

« Depuis des années, je n’ai plus aucun contact avec le mouvement ouvrier, rarement, je vois encore d’anciens camarades. Ma qualité d’artisan, de travailleur "indépendant" (combien !) ne me facilite d’ailleurs pas les choses. Je pense avec regret au "bon vieux temps" d’avant-guerre, lorsque mes huit heures de labeur salarié m’apportaient une subsistance bien modeste, mais suffisante. Après la guerre, je me suis établi à mon compte, malgré moi, pour retrouver un minimum d’indépendance mais las ! Je suis moins indépendant que jamais. Militer à nouveau, c’est, à brève échéance, courir au-devant d’une faillite qui ne résoudrait rien. […] Je sais ce que c’est que d’aller contre le courant, je ne suis pas ni matériellement, ni moralement capable de remettre ça. N’empêche que si je pouvais aider l’un ou l’autre camarade par des conseils ou d’une autre manière, je le ferais volontiers. »

Il meurt en 1977. Cinquante ans avant, Hennaut s’était marié avec Marthe Sucrier. Sa petite-fille raconte les circonstances de la mort de son grand-père : 

« Il (Hennaut) était occupé à lire le journal, comme si de rien n'était… Ma grand-mère est partie chercher son médicament… Puis, ma grand-mère est rentrée... Sur le journal, il était marqué : "Je n’en veux à personne, reste à moi seul de désigner mon sort". Il était mort. Il avait encore un revolver. Ma grand-mère n’en savait rien. Il datait de la guerre… Il avait tiré une balle dans le grenier pour voir s’il fonctionnait. Ma grand-mère ne savait pas qu’il avait ça. Il avait tout calculé, il avait laissé un mot sur la table. Il était dans le fauteuil, il avait un paillasson à ses pieds pour ne pas glisser, il avait retiré son dentier, ses lunettes et s’était tiré une balle de revolver… Il avait une goutte de sang ici… Je ne l’oublierai jamais…(pp. 54-55). »

Accablé par des soucis d'argent, Hennaut décide de mettre fin à ses jours le 26 mars 1977, à 78 ans. Il se tire une balle dans la tête. C’est donc ainsi, dans l'oubli, que prend fin la vie d’un militant qui, très jeune, avait assumé d'importantes charges au sein du PCB. Sa petite-fille et son arrière-petit-fils ne savaient presque rien de son parcours militant.

### Ouvrages
- Anne Beziou, L'Internationale communiste et le mouvement trotskyste en Belgique, 1928-1932 (Mémoire de licence), Université Libre de Bruxelles, 2007
- Francine Bolle, Contribution à l’histoire des tendances révolutionnaires dans le mouvement syndical socialiste belge de l’entre-deux-guerres. Le Syndicat des Travailleurs du Bois, Bâtiment et Ameublement de Bruxelles, vol. 11 : Les syndicalismes dans l'horizon révolutionnaire, XIXe – XXe siècle, Bordeaux, éd. du Bord de l’Eau, automne 2012
- Philippe Bourrinet, Le courant bordiguiste (1919 – 1999) – Italie, France, Belgique, 1998 (lire en ligne)
- Pierre Broué, Trotsky, Fayard, 1988 (lire en ligne)
- (nl) Nadia De Beule, Het Belgisch trotskisme: De geschiedenis van een groep oppositionele kommunisten, 1925-1940, Jan Dhondt-Stichting Masereelfonds, 1980
- Jacques De Cock, Oeuvres complètes, vol. 1, t. 1, Editions Fantasques (lire en ligne)
- Pascal Delwit, José Gotovitch, La peur du Rouge, Editions de l'Université Libre de Bruxelles, 1996
- Sam Kapanci, Entre sociologie et histoire. Parcours d’un militant communiste, Adhémar Hennaut (Mémoire de maîtrise), Université Libre de Bruxelles, 2013
- Marcel Liebman, « Origines et fondation du PCB », Cahiers Marxistes, Fondation Joseph Jacquemotte,‎ 1980
- Michel Olivier, La Gauche Communiste Belge (1921 - 1970) : Contribution à une histoire du mouvement révolutionnaire (Brochure de la Gauche Communiste Internationale), 2005 (lire en ligne)
- Charles Plisnier, Faux Passeports, Coédition Actes Sud - Labor - L'Aire, 1991 (1re éd. 1937)

### Bibliothèque Royale de Belgique - Drapeau Rouge
- Anonyme, « La mort de Demblon », Drapeau Rouge,‎ 13 décembre 1924
- Anonyme, « Après le sac du Bureau du Secrétariat du Parti », Drapeau Rouge,‎ 18 mars 1928
- Anonyme, « Campagnes de meetings », Drapeau Rouge,‎ 25 août 1923
- Anonyme, « Contre un bec de gaz », Drapeau Rouge,‎ 10 février 1923
- Anonyme, « Elections communales du 10 octobre 1926 », Drapeau Rouge,‎ 29 septembre 1926
- Anonyme, « Grand meeting », Drapeau Rouge,‎ 7 juillet 1928
- Anonyme, « Grand Meeting de la Jeunesse », Drapeau Rouge,‎ 9 septembre 1922
- Anonyme, « Grand Meeting Public et Contradictoire », Drapeau Rouge,‎ 2 juin 1923
- (nl) Anonyme, « Kommunistische Jeugd - Grote Openbare meeting », Roode Vaan,‎ 4 novembre 1922
- Anonyme, « La Conférence Nationale du Parti », Drapeau Rouge,‎ 5 avril 1927
- Anonyme, « La grève des mineurs du Borinage », Drapeau Rouge,‎ 24 août 1924
- Anonyme, « La superstition du complot », Drapeau Rouge,‎ 7 juillet 1923
- Anonyme, « Le Troisième Congrès du Parti Communiste Belge », Drapeau Rouge,‎ 27 janvier 1925
- Anonyme, « La Vie du Parti - Communication Importante », Drapeau Rouge,‎ 13 janvier 1927
- Anonyme, « Le 4ème Congrès Nationale du PCB », Drapeau Rouge,‎ 28 août 1926
- Anonyme, « Le conflit dans le PC de l'URSS », Drapeau Rouge,‎ 1er décembre 1927
- Anonyme, « Le Congrès de la Centrale du Bâtiment, de l'Ameublement et des Industries diverses », Drapeau Rouge,‎ 2 juin 1925
- Anonyme, « Le Congrès de la Centrale du Bâtiment, de l'Ameublement et des Industries diverses », Drapeau Rouge,‎ 3 juin 1925
- Anonyme, « Le Congrès de la Centrale Générale du Bâtiment et Industries diverses », Drapeau Rouge,‎ 10 juin 1924
- Anonyme, « Les Candidats Communistes – Adhémar Hennaut », Drapeau Rouge,‎ 27 mars 1925
- Anonyme, « Les Candidats du Parti Communistes aux Elections Législatives », Drapeau Rouge,‎ 21 mai 1925
- Anonyme, « Les Fédérations condamnent l'opposition, défendent l'Unité du Parti, approuvent les résolutions de la C. N. », Drapeau Rouge,‎ 21 mars 1928
- Anonyme, « Les ouvriers du Bâtiment infligent aux scissionnistes réformistes une cuisante défaite », Drapeau Rouge,‎ 1er février 1925
- Anonyme, « Métallurgistes, assistez tous aux meetings – Herstal », Drapeau Rouge,‎ 14 juillet 1925
- Anonyme, « Nos candidats aux élections provinciales », Drapeau Rouge,‎ 24 octobre 1925
- Anonyme, « Nos Conférences - Anderlecht », Drapeau Rouge,‎ 25 janvier 1923
- Anonyme, « Nos Conférences - Farciennes », Drapeau Rouge,‎ 27 octobre 1923
- Anonyme, « Nos Conférences – Ixelles », Drapeau Rouge,‎ 17 janvier 1924
- Anonyme, « Nos Conférences - Ixelles », Drapeau Rouge,‎ 24 novembre 1923
- Anonyme, « Nos Conférences - Jumet-Gohyssart », Drapeau Rouge,‎ 3 novembre 1923
- Anonyme, « Nos meetings - Gand », Drapeau Rouge,‎ 17 mars 1925
- Anonyme, « Nos Meetings - La grève des mineurs », Drapeau Rouge,‎ 19 août 1924
- Anonyme, « Nos meetings pour commémorer la Révolution d'Octobre », Drapeau Rouge,‎ 30 octobre 1927
- Anonyme, « Notre Meeting International à Bruxelles », Drapeau Rouge,‎ 13 février 1924
- Anonyme, « Notre propagande - Anvers », Drapeau Rouge,‎ 3 mars 1925
- Anonyme, « Notre propagande - Quevaucamps », Drapeau Rouge,‎ 2 octobre 1926
- Anonyme, « Notre propagande - Tervueren », Drapeau Rouge,‎ 9 octobre 1926
- Anonyme, « Résolution sur les garanties de discipline dans le Parti », Drapeau Rouge,‎ 14 mars 1928
- Anonyme, « Un nouvel échec des diviseurs réformistes », Drapeau Rouge,‎ 19 août 1925
- Anonyme, « Vers la grève générale de tous les mineurs », Drapeau Rouge,‎ 26 août 1924
- Anonyme, « Vingt mille grévistes dans la province de Liège », Drapeau Rouge,‎ 17 juillet 1925
- Félix Coenen, « La discussion dans le PCB sur l'opposition du PCR - Pour rappel », Drapeau Rouge,‎ 26 février 1928
- A. Cousaert, « Front unique contre la guerre à Schaerbeek », Drapeau Rouge,‎ 17 février 1923
- Adhémar Hennaut, « Avis important », Drapeau Rouge,‎ 23 juillet 1925
- Adhémar Hennaut, « Pour la défense des huit heures - La reculade, déjà ! », Drapeau Rouge,‎ 9 janvier 1924
- Adhémar Hennaut, « Sacrifices révolutionnaires et Crises capitalistes », Drapeau Rouge,‎ 9 avril 1924
- Adhémar Hennaut, Léon Lesoil, Michel Lootens et War Van Overstraeten, « Une déclaration de l'opposition », Drapeau Rouge,‎ 9 mars 1928
- Léon Lesoil, « Contre l'Occupation de la Ruhr », Drapeau Rouge,‎ 3 février 1923
- Nestor Cloostermans, « Notre Propagande - La Hestre », Drapeau Rouge,‎ 6 mars 1923
- Georges Van Den Boom, « Une leçon de discipline », Drapeau Rouge,‎ 12 février 1928

### Centre d’Histoire et de Sociologie des Gauches - Fonds Adhémar Hennaut
- Anonyme, Procès-verbal de la séance du secrétariat International, Fonds Adhémar Hennaut, 6 avril 1930
- Anonyme, Aux membres du parti, et tous les travailleurs révolutionnaires, Fonds Adhémar Hennaut, 1928
- Guillaume Bourgeois, Adhémar Hennaut, Michel Lootens et al., Manifeste de l'Opposition du Parti Communiste belge, Fonds Adhémar Hennaut, mars 1928
- Adhémar Hennaut, « La fin d’une alliance », Bulletin de la Ligue des Communistes Internationalistes, Fonds Adhémar Hennaut,‎ mars 1937
- Adhémar Hennaut, « Les Procès de Moscou », Le Communiste - Organe Mensuel de l'Opposition Communiste, Fonds Adhémar Hennaut,‎ 8 janvier 1931
- Adhémar Hennaut, Cahiers de notes du Bureau Exécutif (Cahier), Fonds Adhémar Hennaut, 1926
- Adhémar Hennaut, Cahiers de notes du Bureau Exécutif (Cahier), Fonds Adhémar Hennaut, 1927
- Adhémar Hennaut, Lettre à Emile Marchand, Fonds Adhémar Hennaut, 1933
- Adhémar Hennaut, Lettre au camarade Trotsky, Fonds Adhémar Hennaut, 29 septembre 1930
- Adhémar Hennaut, Notes sur le Congrès du PCB du 17 et 18 novembre 1923, Fonds Adhémar Hennaut, 1923
- Adhémar Hennaut, Lettre au Groupe Communiste Indépendant de Liège, Fonds Adhémar Hennaut, 17 novembre 1931
- Léon Lesoil, Aux lecteurs du « Communiste », Fonds Adhémar Hennaut, 1930
- Georges Vereecken, Lettre au camarade, Fonds Adhémar Hennaut, 14 février 1930

### Institut international d’Histoire sociale d'Amsterdam
- Anonyme, Documents sur l'entrisme belge du 15-1-35 au 20-3-35, Georges Vereecken Papers (no 29), 1935
- War Van Overstraeten, Adhémar Hennaut, Michel Lootens et Léon Lesoil, Réponses à la lettre du C.E. de l'I.C., Georges Vereecken Papers, janvier 1928
- Georges Vereecken, Lettre explicative de ma démission, Georges Vereecken Papers, 14 février 1930
- Georges Vereecken, Note, Georges Vereecken Papers

### Autres
- Adhémar Hennaut, Lettre à Alfred Rosmer, Papiers Alfred Rosmer 1877 – 1974, CEDIAS, 15 juin 1952
- Anonyme, La Librairie du Travail, Fonds Adhémar Hennaut, coll. « Smolny - Collectif des éditions des introuvables du mouvement ouvrier », 6 avril 1930 (lire en ligne)
- Anonyme, Perrone Ottorino, coll. « Smolny - Collectif des éditions des introuvables du mouvement ouvrier », 6 avril 1930 (lire en ligne)